# Berthold F. Weber
Berthold F. Weber (* 11. Mai 1954; † 22. August 2005 in Milet) war ein deutscher Architekt und Bauforscher.

## Leben
Berthold Weber studierte ab 1977 Architektur, Archäologie, Baugeschichte und Denkmalpflege an den Universitäten in Mainz und Darmstadt. Schon als Student nahm er an Grabungen des Deutschen Archäologischen Instituts teil, so 1979 bis 1981 in Priene, ab 1980 dann in Milet. 1985/86 erhielt er das Reisestipendium des Deutschen Archäologischen Instituts. 1985 bis 1991 war er Assistent von Gottfried Gruben am Lehrstuhl für Baugeschichte, Bauformenlehre und Aufnahme von Bauwerken der TU-München, wo er 1993 mit einer Arbeit über die „Römischen Heroa von Milet“ promoviert wurde. Danach arbeitete er als wissenschaftlicher Angestellter am Deutschen Archäologischen Institut in Istanbul.
Seit 1997 leitete Weber die Restaurierungsarbeiten am römischen Theater von Milet. Ab 2001 war er als wissenschaftlicher Mitarbeiter am Institut für Archäologische Wissenschaften der Universität Bochum angestellt, was ihm die Weiterführung seiner Forschung in Milet ermöglichte. Weber kam durch einen Unfall während der Grabungskampagne 2005 in Milet ums Leben.

## Schriften (Auswahl)
- Die Grabungen im Heroon III. In: Istanbuler Mitteilungen 35, 1985, S. 24–38.
- Ein spätarchaischer Tempel auf dem Mengerevtepe bei Milet. Arbeiten im September 1997. In: Archäologischer Anzeiger 1995, S. 228–238.
- Wassersteigetürme in Milet. Die Sondagen auf der Straße zwischen Südmarkt und Magazinhalle im Jahr 1997. In: Archäologischer Anzeiger 1999, S. 109–114.
- Die Restaurierungsmaßnahmen im Theater von Milet. Arbeiten im September 1997. In: Archäologischer Anzeiger 1999, S. 115–124.
- Die Bauteile des Athenatempels in Milet. In: Archäologischer Anzeiger 1999, S. 415–438.
- Die  Restaurierungsmaßnahmen im Theater von Milet. Arbeiten in den Kampagnen 1998-1999 In: Archäologischer Anzeiger 2001, S. 423–450.
- Die Säulenordnung des archaischen Dionysostempels von Myous. In: Istanbuler Mitteilungen 52 2002, S. 221–271.
- Die römischen Heroa von Milet. (= Milet. Ergebnisse der Ausgrabungen und Untersuchungen seit dem Jahre 1899 Teil 10, Nr. 1)  Berlin 2004 (= überarbeitete Fassung der Dissertation, Technische Universität München 1993).